# Charles Duncan Michener

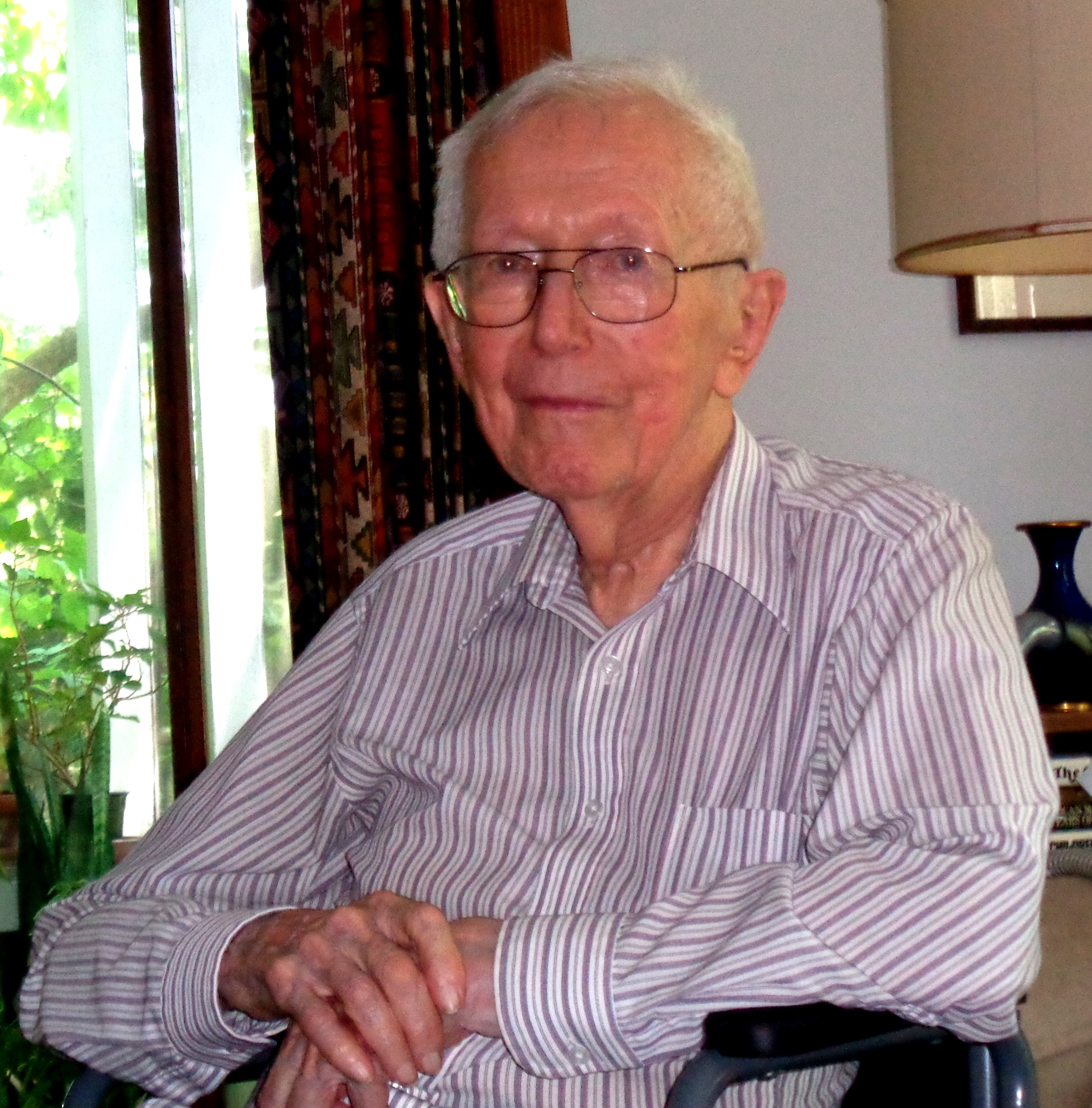
Charles Duncan Michener, czerwiec 2015

Charles Duncan Michener (ur. 22 września 1918 w Pasadenie, zm. 1 listopada 2015 w Lawrence) – amerykański entomolog.
Większość swojej kariery naukowej poświęcił systematyce i historii naturalnej pszczół (Apoidea).

## Wybrane publikacje
- (1944) Comparative external morphology, phylogeny, and a classification of the bees[2]
- (1952) The Saturniidae (Lepidoptera) of the Western Hemisphere - Morphology, Phylogeny, and Classification[3]
- (1953) Comparative morphological and systematic studies of bee larvae with a key to the families of hymenopterous larvae[4]
- (1954) The bees of Panama[5]
- (1957) A quantitative approach to a problem in classification[6]
- (1962) The Nest Architecture of the Sweat Bees (Halictinae), a Comparative Study[7]
- (1964) Evolution of the nests of bees[8]
- (1965) A classification of the bees of the Australian and South Pacific regions[9]
- (1974) The Social Behavior of the Bees[10]
- (1975) A taxonomic study of African allodapine bees (Hymenoptera, Anthophoridae, Ceratinini)[11]
- (1979) Biogeography of the bees[12]
- (1990) Classification of the Apidae[13]
- (1993) Studies of the phylogeny and classification of long-tongued bees[14]
- (1994) The Bee Genera of North and Central America[15]
- (1995) Phylogenetic studies of the families of short-tongued bees[16]
- (2000) The Bees of the World[17]